# George Lansbury
George Lansbury, född 21 februari 1859 i Halesworth i Suffolk, död 7 maj 1940 i London, var en brittisk labourpolitiker, socialist, kristen pacifist och tidningsredaktör. Han var ledamot av underhuset 1910-1912 och 1922-1940, och partiledare för Labourpartiet 1932-1935.

## Biografi
Lansbury blev en förkämpe för social rättvisa och förbättrade levnads- och arbetsvillkor för de lägre klasserna, särskilt i Londons East End. Han anslöt sig först till Social Democratic Federation 1892, men lämnade senare denna organisation för att gå över till Independent Labour Party. År 1910 blev han parlamentsledamot för Bow and Bromley, men avgick två år senare för att kandidera i ett fyllnadsval till stöd för rörelsen för kvinnlig rösträtt. Han misslyckades dock att bli vald och återvände inte till underhuset på tio år. I sin kamp för kvinnlig rösträtt blev han anklagad för uppvigling och fängslad i Pentonville. Som parlamentsledamot försvarade han författarna till ett flygblad med uppmaningen "Don't Shoot" till soldater som kommenderats att nedkämpa militanta strejkande arbetare.
Lansbury medverkade 1912 till att grunda Daily Herald, en socialistisk tidning. Han blev redaktör strax före första världskrigets utbrott och använde tidningen till att motarbeta kriget. När striderna utbröt publicerade tidningen rubriken "War Is Hell". År 1922 blev Daily Herald Labourpartiets officiella tidning.
Lansbury var en tid borgmästare i Poplar, en av Londons fattigaste stadsdelar, och ledde där en skatterevolt (Poplar Rates Rebellion) 1921, i motstånd inte bara mot regeringen och domstolarna, utan även mot Labours partiledning. Poplars kommunfullmäktige skickade inte in alla insamlade skattemedel till London, utan spred delar av medlen till de fattiga. Trettio ledamöter av kommunfullmäktige dömdes till sex veckors fängelse. 
Lansbury blev åter invald i parlamentet 1922. År 1929 blev han chef för byggnadsstyrelsen (First Commissioner of Works) i Ramsay MacDonalds Labourregering. Två år senare föll regeringen och MacDonald bildade sin "nationella regering" i koalition med konservativa och liberaler. Valet 1931 blev en katastrof för Labour och många ledande partimedlemmar förlorade sina platser, däribland partiledaren Arthur Henderson. Lansbury var ett undantag och utsågs till ordförande för parlamentsgruppen 1931. Året därpå lämnade Henderson partiledarposten och Lansbury efterträdde honom. 
Lansbury var pacifist och blev mer och mer oense med sitt partis officiella utrikespolitik. Vid flera tillfällen erbjöd han sig att avgå, men övertalades av sina kolleger i parlamentet att stanna kvar, inte minst därför att partiet saknade en självklar efterträdare. Mot slutet av 1935 blev oenigheten dock svårare och mer offentlig. Många medlemmar av Labourpartiet, särskilt fackföreningsflygeln under ledning av Ernest Bevin, förespråkade sanktioner mot Italien på grund av dess aggression mot Abessinien. Lansbury motsatte sig detta starkt. Under veckorna före Labours partikongress blev Lansburys ställning försvagad, då både Lord Ponsonby, Labours ledare i överhuset, och partistyrelseledamoten Stafford Cripps, som allmänt uppfattades som Lansbury politiske arvinge, avgick från sina poster därför att de också motsatte sig sanktioner och ansåg att det vore omöjligt att leda partiet samtidigt som de var oense med det om den stora politiska frågan för dagen. 
Många undrade hur Lansbury skulle kunna fortsätta som ledare i denna situation, trots att han själv fortfarande hade stor personlig popularitet. På partikongressen visades stödet tydligt av delegaterna, men under en utrikespolitisk debatt attackerade Ernest Bevin Lansbury hårt. Lansbury förlorade stort i omröstningen och beslöt sig för att avgå som partiledare. Vid ett möte för Labours parlamentsledamöter strax därefter fanns en stor tvekan inför att godkänna Lansburys avgång, delvis på grund av fortsatt stöd för honom, men också därför att många ledamöter fruktade att näste partiledare skulle bli Arthur Greenwood, som många uppfattade som starkt knuten till fackföreningsfolk som Bevin. En omröstning hölls där parlamentsledamöterna röstade 38 mot 7 mot att godta Lansburys avgång, men han insisterade på att lämna sin post. När partiet skulle välja efterträdare (som först tänktes vara en tillfällig utnämning), kom Greenwood inte under övervägande och partiet valde istället enhälligt Lansburys ställföreträdare, Clement Attlee.
Lansbury var ordförande för No More War Movement och War Resisters International. Under sina försök att förhindra ett nytt världskrig besökte han de flesta statsledarna i Europa, däribland både Adolf Hitler och Benito Mussolini. Han besökte också USA:s president Franklin D. Roosevelt.
Lansbury dog av cancer vid 81 års ålder i Manor House Hospital i London.
George Lansbury var farfar till skådespelerskan Angela Lansbury och morfar till Oliver Postgate, skaparen av flera kända brittiska barnprogram.